# Córka samurajów
Córka samuraja (jap. 新しき土 Atarashiki tsuchi; tytuł jap. Nowa ziemia; niem. Die Tochter des Samurai) – japońsko-niemiecki film z 1937 roku w reżyserii Mansaku Itami oraz Arnolda Fancka.

## Obsada
- Setsuko Hara jako Misuko Yamato
- Ruth Eweler jako Gerda Storm
- Sessue Hayakawa jako Iwao Yamato
- Isamu Kosugi jako Teruo Yamato
- Eiji Takagi jako Kosaku Kanda
- Haruyo Ichikawa jako Hideko Kanda
- Yuriko Hanabusa jako Oiku, pokojówka
- Kichiji Nakamura jako Ikkan, kapłan
- Max Hinder jako nauczyciel niemieckiego
- Misako Tokiwa jako matka Teruo
- Kanae Murata jako dziecko